# Gaudiós de Tarassona
Gaudiós de Tarassona   (Escorón Alto, 482 - Escorón Alto, 540) va ser el tercer bisbe de Tarassona (Turiasso), a l'Aragó.

## Biografia
Es conserven poques dades sobre la seva vida i la majoria en fonts tardanes. Quan el 1573 se'n van traslladar les restes, es va trobar un pergamí a la tomba amb un breu text llatí: juntament amb les lectures del breviari de la catedral, són les úniques fonts que ens en diuen alguna cosa.
Era fill de Guntha, oficial (spatharius) a la cort del rei visigot Teodoric el Gran entre 510 i 525. L'educació del nen es va confiar a Sant Victorià de Sobrarb, abat del monestir d'Oca, prop de Burgos, que el va adreçar envers la vida eclesiàstica.

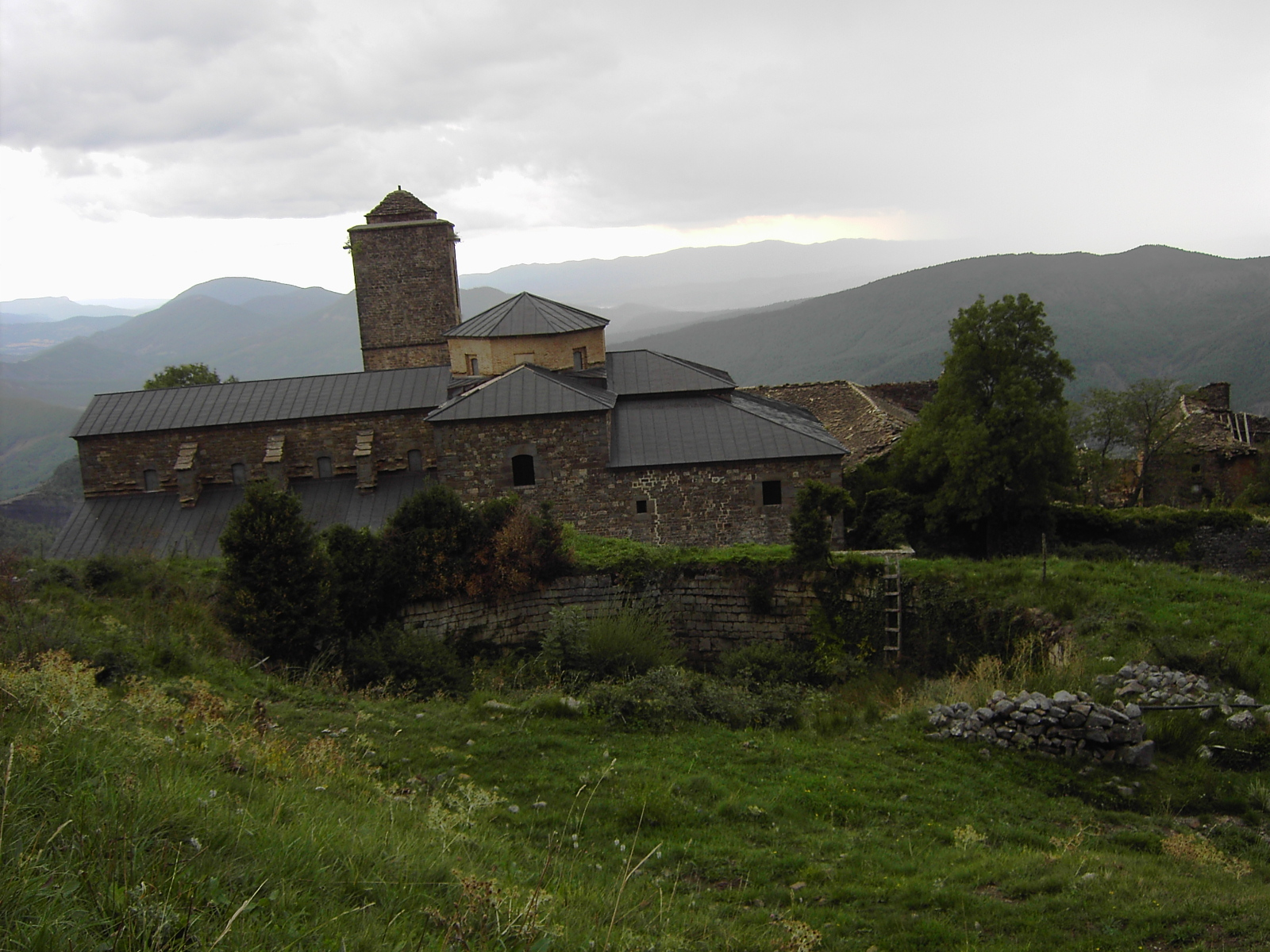
Monestir de San Beturián d'Asán

El 512 va ingressar com a monjo al monestir d'Asán, també dirigit per Victorià, i hi fou fins que els clergues de Tarassona el van escollir com a bisbe l'any 527.
Ja no se sap res més del que va fer. La data de la seva mort també és incerta. Sembla que en una visita a Asan per a veure Victorià va passar per Escorón i hi va morir un 29 d'octubre, cap a l'any 541 (el pergamí no indica l'any).
Aviat va ser venerat com a sant. L'església de Tarassona el celebrava el 3 de novembre. Va ser sebollit a l'església d'Escorón i anys més tard, va ser traslladat al monestir d'Asán, on va ser enterrat amb el seu mestre Victorià. El 1573 es va traslladar novament, ara a la Catedral de Tarassona, on encara és avui.